# Bangsongan
Bangsongan is een bestuurslaag in het regentschap Kediri van de provincie Oost-Java, Indonesië. Bangsongan telt 5558 inwoners (volkstelling 2010).